# Lankovaja
La Lankovaja (in russo Ланковая?; nel corso superiore Chady) è un fiume dell'Estremo Oriente russo. Affluente di sinistra della Ola, scorre nell'Ol'skij rajon dell'oblast' di Magadan.
Il fiume ha origine dal lago di montagna Kisi e scorre dapprima in direzione meridionale, poi mediamente sud-occidentale. È un fiume di pianura con un corso calmo. Il canale è ramificato, tortuoso, con alternanza di lunghi tratti irregolari. La portata media d'acqua è di 29,75 m³/s a 41 km dalla foce. La sua lunghezza è di 162 km, l'area del suo bacino è di 3 270 km². Sfocia nella Ola a 22 km dalla foce. Gela parzialmente in inverno. 